# Powidzki Park Krajobrazowy
Powidzki Park Krajobrazowy – park krajobrazowy w województwie wielkopolskim, utworzony w 1998 na terenie 7 gmin: Kleczew, Orchowo, Ostrowite, Powidz, Słupca, Wilczyn i Witkowo. Obejmuje powierzchnię 24 887,21 ha. Jeden z dwóch parków krajobrazowych, obok Nadwarciańskiego Parku Krajobrazowego, w powiecie słupeckim.
Według podziału fizycznogeograficznego Jerzego Kondrackiego obszar Powidzkiego Parku Krajobrazowego wchodzi w skład makroregionu Pojezierze Wielkopolskie, mezoregionów Pojezierze Gnieźnieńskie i Równina Wrzesińska.
Podstawowym przedmiotem ochrony w Powidzkim Parku Krajobrazowym jest urozmaicona rzeźba terenu, będąca wynikiem działalności lodowca, liczne jeziora, z najpiękniejszym Jeziorem Powidzkim, bardzo bogata flora z licznymi gatunkami chronionymi, wiele zbiorowisk roślinnych, a także bogata fauna, wśród której znaczna liczba gatunków podlega ochronie.

## Formy ochrony przyrody
Obszar Powidzkiego Parku Krajobrazowego częściowo pokrywa się z obszarem specjalnej ochrony siedlisk Pojezierza Gnieźnieńskiego należącego do sieci Natura 2000. Teren parku znajduje się także w granicach Powidzko-Bieniszewskiego Obszaru Chronionego Krajobrazu.

## Fauna
Na terenie parku występuje 196 gatunków ptaków i 34 ssaków. Skład gatunkowy płazów (12) i gadów (5) nie odbiega zasadniczo od okolicznych terenów. W jeziorach parku występują 22 gatunki ryb.
Herbowym zwierzęciem Parku jest wydra, która ze względu na liczne jeziora z urozmaiconą linią brzegową, dobrą jakość wody i duże populacje ryb występuje tu stosunkowo licznie (choć brak szczegółowych danych ilościowych). W dolinach cieków przepływających przez Park można obserwować ślady obecności bobrów. Obcym, inwazyjnym gatunkiem ssaka występującym w Parku i zapewne wywierającym znacząco negatywny wpływ na populacje ptaków wodnych jest norka amerykańska. Poza gatunkami ssaków typowymi dla ekosystemów leśnych Wielkopolski, w Parku regularnie obserwuje się łosie.
Awifauna Parku składa się zarówno z gatunków leśnych, jak i ptaków krajobrazu rolniczego i ptaków wodno-błotnych. W Parku od końca lat 90. XX wieku rośnie populacja lęgowa gęgawy. Najliczniejsza lęgową kaczką jest krzyżówka, pozostałe gatunki, takie jak głowienka i czernica, występują nielicznie. Wyspy na Jeziorze Powidzkim są miejscem kolonijnego gniazdowania mewy śmieszki; w okresach niskiego poziomu wody w pierwszych latach XXI wieku na odsłoniętym, piaszczystym dnie jeziora notowano również lęgi rybitwy rzecznej. Postępująca degradacja wilgotnych siedlisk łąkowych w Parku związana z opadającym poziomem wód gruntowych oraz rozwojem turystyki spowodowała wycofanie się z tych terenów ptaków siewkowych gniazdujących na łąkach: rycyków, kszyków, krwawodziobów i czajek. Jesienią na obszarze Parku można zaobserwować duże stada wędrujących gęsi oraz noclegowiska żurawi. Zimą na głębszych jeziorach Parku, szczególnie na Jeziorze Powidzkim, gromadzą się zimujące ptaki, przede wszystkim duże stada łysek, kaczki nurkujące (czernica, głowienka, gągoł), w tym morskie (ogorzałka, uhla), tracze (nurogęś, bielaczek), a także nury (nur czarnoszyi, nur rdzawoszyi) i perkozy (perkoz dwuczuby, perkoz rogaty).
Ichtiofauna Parku jest bogata ze względu na rozmiary i różnorodność zbiorników wodnych. Rozległe, czyste i głębokie jeziora Parku są jednymi z nielicznych w Wielkopolsce miejsc naturalnego występowania sielawy oraz siei – ten drugi gatunek został jednak w Jeziorze Powidzkim wytępiony w latach 90. XX wieku, a obecnie obserwowane osobniki pochodzą z zarybień. Innym reintrodukowanym gatunkiem jest sum europejski. W jeziorach Parku występują liczne populacje szczupaka, okonia oraz ryb karpiowatych; w wodach stojących terenów mokradłowych Parku występuje chroniony prawnie piskorz.
Entomofauna Parku nie była do tej pory przedmiotem kompleksowych opracowań. Wiadomo o występowaniu 12 gatunków chruścików jego terenie. W Powidzkim Parku Krajobrazowym znajduje się także izolowane stanowisko rzadkiego w Polsce gatunku ważki – smaglca ogonokleszcza.

## Flora
Na terenie parku stwierdzono 990 gatunków roślin naczyniowych w 216 zbiorowiskach roślinnych. Wśród roślin 60 gatunków podlega prawnej ochronie.
Wśród roślin naczyniowych Powidzkiego Parku Krajobrazowego wyróżnia się jedna z kilkunastu przetrwałych w Polsce populacji selerów błotnych. W bezpośrednim sąsiedztwie Jeziora Powidzkiego znanych było 7 stanowisk tego gatunku; niestety, część z tych populacji zanikła lub została zniszczona w ciągu ostatniej dekady, np. z powodu zasypania piaskiem w trakcie tworzenia sztucznej plaży w Giewartowie, lub zarastania nie użytkowanych już kośnie łąk przez roślinność krzewiastą. Na terenie Parku prowadzono także działania mające na celu aktywną ochronę tego gatunku, m.in. przez reintrodukcję namnożonych w poznańskim Ogrodzie Botanicznym osobników na nowe stanowiska. Innymi wyróżniającymi się gatunkami rzadkich roślin są np. kłoć wiechowata i skrzyp pstry. Co ważne, stanowiska niektórych roślin związanych z terenami podmokłymi, które znajdowano w Parku jeszcze w latach 80. i 90. XX wieku, całkowicie już zanikły w związku ze spadkiem poziomu wód gruntowych, rozlewaniem się zabudowy rekreacyjnej i innymi czynnikami składającymi się na drastycznie zwiększającą się antropopresję. Do takich gatunków należą m.in. aldrowanda pęcherzykowata, turzyca dwupienna i lipiennik Loesela. W przeszłości na obszarze Parku w sąsiedztwie znajdujących się w nim jezior znajdowały się torfowiska niskie i przejściowe z unikatową florą; obecnie większość z nich zanikła, a istniejące jeszcze zbiorowiska roślinności torfowiskowej są skrajnie zagrożone. Podobne procesy dotknęły również zbiorowiska łąkowe w Parku.
Jeziora na terenie Parku wyróżniają się występowaniem podwodnych łąk ramienicowych, należących do najlepiej zachowanych w Wielkopolsce. Do najcenniejszych jezior ramienicowych w Parku należą jeziora Skorzęcińskie i Budzisławskie oraz niewielkie, zarastające Jezioro Czarne. Jezioro Powidzkie jest natomiast największym jeziorem ramienicowym w zachodniej Polsce. W Jeziorze Powidzkim stwierdzono występowanie 10 gatunków ramienic, a w całym Parku – 14. Część z nich jest rzadka lub bardzo rzadka w skali kraju, np. ramienica cienkokolczasta, ramienica wielokolczasta, czy zagrożona w skali Europy ramienica grzywiasta. Łąki ramienicowe jezior Powidzkiego Parku Krajobrazowego są zagrożone przez obniżanie się poziomu wód gruntowych, a także rozwój zabudowy wokół niektórych jezior, co przekłada się na zwiększony ładunek spływających do jezior zanieczyszczeń.

## Zagrożenia dla przyrody i krajobrazu
Kluczowym zagrożeniem dla walorów przyrodniczych Powidzkiego Parku Krajobrazowego jest degradacja znajdujących się w nim jezior, przejawiająca się przede wszystkim obniżaniem się poziomu wody, pogarszaniem się jej jakości, oraz zanikiem i przekształcaniem unikatowych układów roślinności wodnej, z łąkami ramienicowymi na czele. Choć poziom wody w jeziorach Parku zmienia się z roku na rok, to długoletnia tendencja jest zdecydowanie spadkowa – np. w przypadku Jeziora Powidzkiego, w ciągu ostatnich ok. 30 lat powierzchnia jeziora zmniejszyła się o ok. 200 hektarów, a linia brzegowa w niektórych miejscach przesunęła się o kilkadziesiąt metrów. Łącznie jeziora w Parku straciły powierzchnię ok. 600 hektarów. Kluczową przyczyną niedoboru wody w jeziorach Powidzkiego Parku Krajobrazowego jest działalność odkrywek węgla brunatnego w południowej części Pojezierza Gnieźnieńskiego. Co istotne, każda kolejna powstająca odkrywka była zlokalizowana bliżej granic Powidzkiego Parku Krajobrazowego. Od wielu lat planuje się przeprowadzenie wielkoskalowych działań mających na celu odwrócenie procesu wysychania jezior w Parku – prace pozostają na etapie tworzenia koncepcji i analiz. Do strat związanych z działalnością lejów depresyjnych wokół kopalni dokładają się też zmiany klimatu i powtarzające się susze. Dodatkowym elementem pogłębiającym degradację naturalnych siedlisk w Powidzkim Parku Krajobrazowym jest bardzo intensywna presja turystyczno-rekreacyjna. Rozrastająca się zabudowa rekreacyjna brzegów jezior nie tylko fizycznie niszczy cenne siedliska przyrodnicze, ale i doprowadza do pogorszenia jakości wód jeziornych, np. powodu zanieczyszczeń pochodzących z nieszczelnych szamb czy spływających z opadami z powierzchni utwardzonych.

## Turystyka
Powidzki Park Krajobrazowy stwarza dogodne warunki do uprawiania turystyki – zarówno stacjonarnej, jak i aktywnej (turystyka piesza, rowerowa, wodna – żeglarstwo i nurkowanie).

### Szlaki rowerowe
System szlaków rowerowych w Powidzkim Parku Krajobrazowym obejmuje 8 tras podstawowych oraz dodatkowo 3 trasy łącznikowe.
- Szlak czarny „Cztery Jeziora” (28,5 km)[14]

Trasa: Wilczyn – Grabce – Anastazewo – Osówiec – Mrówki – Wilczyn
- Szlak niebieski „Trakt Orchowski” (25,9 km)[14]

Trasa: Orchowo – Linówiec – Suszewo – Szydłówiec – Orchowo
- Szlak czerwony „Trakt Słowikowski” (25,9 km)[14]

Trasa: Orchowo – Skubarczewo – Kinno – Słowikowo – Rękawczyn – Orchowo
- Szlak niebieski „Urokliwe Doliny” (26,7 km)[14]

Trasa: Skorzęcin – Ostrowite Prymasowskie – Skubarczewo – Piłka – Skorzęcin
- Szlak zielony „Leśna Pętla Zachodnia” (15,2 km)[14]

Trasa: Skorzęcin – Piłka – Skorzęcin-Plaża – Piłka – Gaj
- Szlak czarny „Dookoła Jeziora Niedzięgiel” (24,2 km)[14]

Trasa: Powidz – Skorzęcin – Piłka – Wylatkowo – Powidz
- Szlak zielony „Leśna Pętla Wschodnia” (15,1 km)[14]

Trasa: Wylatkowo – Gruby Dąb – Ostrowo – Wylatkowo
- Szlak niebieski „Dookoła Jeziora Powidzkiego” (35,4 km)[14]

Trasa: Powidz – Ostrowo – Anastazewo – Skrzynka Wielka – Kosewo – Giewartów – Polanowo – Powidz
Uzupełniające sieć tras szlaki łącznikowe są oznaczone kolorem żółtym  i prowadzą poza granice Parku – do Przyjezierza, Trzemeszna i Witkowa.

### Szlaki piesze
Zielony szlak pieszy (tzw. Królewski) w granicach Parku prowadzi z Gaju do Kochowa, przecinając ciekawy przyrodniczo kompleks leśny na północ od Jeziora Niedzięgiel, następnie przechodząc przez tereny otwarte na zachód od jeziora Niedzięgiel, później przechodząc przez centrum Powidza i opuszczając park na wysokości południowego krańca Jeziora Powidzkiego. Długość szlaku w granicach Parku wynosi ok. 27,5 km.
 Czarny szlak pieszy (8,9 km) zatacza pętlę wokół doliny Małej Noteci, przechodząc w sąsiedztwie Jeziora Białego, Jeziora Czarnego i jeziora Piłka.
 Niebieski szlak pieszy (im. J. Szulczewskiego) prowadzi z Wilczyna przez Mrówki do Przyjezierza. Długość szlaku wynosi 14,5 km, w granicach Parku – ok. 7 km.

### Ścieżki dydaktyczne
- Przygoda z przyrodą (5 przystanków, 7 km)[5]

Trasa: Ośrodek Wypoczynkowy w Skorzęcinie – użytek ekologiczny Jezioro Czarne – Piłka – powrót. Ścieżka prezentuje walory przyrodnicze okolic Jeziora Białego.
- Mrówki (8 przystanków, 5 km)[5]

Trasa: Gminny Ośrodek Sportu i Rekreacji w Wilczynie – Skansen Archeologiczny w Kownatach-Mrówkach – Grodzisko Świętne. Ścieżka prezentuje faunę i florę oraz wybrane ekosystemy parku, pozwalając również na zdobycie wiedzy z dziedziny historii i archeologii.

## Ważniejsze miejscowości
Anastazewo, Giewartów, Kosewo, Mieczownica, Mrówki, Orchowo, Powidz, Skorzęcin, Świętne